# Dieter Bartels
Dieter Bartels (* 19. Juli 1955 in Neustadt am Rübenberge; † 12. September 2020 in Hannover) war ein deutscher Clown- und Schauspiellehrer.

## Leben
Dieter Bartels studierte an der Fachhochschule für Sozialpädagogik in Hannover das Fach Sozialpädagogik mit dem Schwerpunkt auf Medienarbeit mit Kindern. Seine Diplomarbeit verfasste er zum Thema Theater für Kinder als sozialpädagogisches Aufgabenfeld.
Bereits seit 1973 gehörte Bartels dem Ensemble des Hannoveraner Kindertheaters Rammbaff an. 1977 gründete er für Kinder das MischMaschTheater. Mentor dieses Projektes war der Berliner Puppenspieler Peter Klaus Steinmann, bei dem Bartels auch die Grundlagen der Dramaturgie erlernte.
Bartels setzte sein Studium der Fächer Erziehungswissenschaften und Psychologie an der Universität Hannover fort. In dieser Zeit nahm er auch Unterricht im Freien Tanz. Außerdem nahm er Clown- und Schauspielunterricht in Bremen und in München.

## Leistungen
Gemeinsam mit der Schauspielerin Corinna von Kietzell und dem Tänzer Dirk David gründete Dieter Bartels 1986 in Hannover die private Schule für Tanz, Clown und Theater (TuT), die er seit 1991 – zusammen mit der Tänzerin Rita Holderegger und dem Theaterpädagogen sowie Klinikclown Ralf Höhne – betrieben hatte. Seit der Gründung lehrte er dort.
1992 schuf er das  Curriculum für eine Clownausbildung, die seither staatlich anerkannt wird. Über seine Tätigkeiten im TuT Hannover hinaus bildet Bartels auch 'Clowntheater' aus in der Schweiz und den Niederlanden. Den demografischen Wandel hat Dieter Bartels aufgegriffen, indem er seit 2000 eine spezielle Clownausbildung für Menschen "Ü 50" geschaffen hat. Hieraus ist das erste deutsche Clown 50plus-Ensemble "Alles Unikate" mit Darstellern im Alter von 50 bis über 80 Jahren entstanden.

## Theaterstücke (Auswahl)
- 1982:  Berührungen, gemeinsam mit Corinna von Kietzell
- 1984: Camparo, gemeinsam mit Corinna von Kietzell
- 1985: Zeitriss, gemeinsam mit Corinna von Kietzell und Jürgen Müller
- 1987: Das Erlebnis
- 1988: 3 Min. und 18 ½ Sekunden aus dem Leben der Gisela S.
- 1990: Ursi Oshi – Auflauf in der Küche
- 1990: Kassentreffen

## Veröffentlichungen
- Das Clowntheater 1x1. Zehn große Schritte Richtung Schauspiel und Komik. Impuls/Buschfunk, Planegg 2010, ISBN 978-3-7660-9109-3.